# Standing in the Way of Control (canción)
«Standing in the Way of Control» —en español: «Firmes en el camino del control»— es una canción de la banda estadounidense de indie rock Gossip, incluida en el homónimo álbum, el tercero de estudio de la banda, Standing in the Way of Control, de 2006.
Una versión remixada por Le Tigre fue lanzado en 2005, el original fue lanzado como sencillo en 2006, y fue relanzado nuevamente el 26 de febrero de 2007.
En su primera edición de 2006, alcanzó el puesto # 13 en el UK Singles Chart, pero con su relanzamiento en 2007, logró escalar hasta la séptima posición, el 4 de marzo de 2007.
La versión remixada por Soulwax, se utilizó en el 2007, en una publicidad de la serie británica de televisión Skins emitido por el canal británico E4.
En mayo de 2007, la revista NME colocó "Standing In The Way Of Control" en el número 23 en su lista de los "50 Grandes Himnos del Indie". En octubre de 2011, NME ubicó en el posición # 34 en su lista de las "150 Mejores Canciones de los últimos 15 años".

## Contenido
La canción fue escrita por Ditto en respuesta a la decisión del gobierno de los Estados Unidos de negarle el derecho al matrimonio a los homosexuales. La cantante afirmó con respecto a la canción:

“Nadie en los Estados Unidos estaba tan sorprendido o conmocionado por lo que Bush hizo, pero conozco gente que se sintió impotente y engañado ante esa decisión.”
“Escribí el estribillo de la canción para tratar de animar a la gente a no rendirse. Son tiempos difíciles para los derechos civiles, pero creo de verdad que la única forma de sobrevivir es mantenernos juntos y seguir luchando”.

## Video musical
El clip fue dirigido por Wyld File y la animación estuvo a cargo de David Lane, así también como el arte de tapa del sencillo. La banda le dio sólo una semana para llegar al concepto, filmación y animación del video.

## Lista de canciones
Le Tigre Remix 12"
1. «Standing in the Way of Control»
2. «Standing in the Way of Control» Remix (Le Tigre remix)

UK CD single
1. «Standing in the Way of Control» (Radio edit)
2. «Standing in the Way of Control» (Le Tigre remix)
3. «Standing in the Way of Control» (Álbum versión)
4. «Standing in the Way of Control» (Video CD Rom)

UK 7" single
1. «Standing in the Way of Control» by Angie Tuck

UK 12" single
1. «Standing in the Way of Control» (Headman remix)
2. «Standing in the Way of Control» (Soulwax Nite version)
3. «Standing in the Way of Control» (Playgroup remix)
4. «Standing in the Way of Control» (Tronik Youth remix)

2007 UK CD single
1. «Standing in the Way of Control» (Radio Edit)
2. «Standing in the Way of Control» (Soulwax Nite Version)
3. «Coal To Diamonds»
4. «Standing in the Way of Control» (Video)

2007 7" single 1
1. «Standing in the Way of Control»
2. «Sick With It»

2007 7" single 2
1. «Le Tigre Remix» (7" Edit)
2. Live at The 100 Club London"

## Posicionamiento en listas
| Lista (2007)                   | Mejor posición |
| ------------------------------ | -------------- |
| Irlanda (IRMA)                 | 25             |
| Reino Unido (UK Singles Chart) | 7              |
| Reino Unido (UK Indie Chart)   | 1              |